# Liste der Bodendenkmäler in Bellenberg
Auf dieser Seite sind die Bodendenkmäler in der schwäbischen Gemeinde Bellenberg zusammengestellt. Diese Tabelle ist eine Teilliste der Liste der Bodendenkmäler in Bayern. Grundlage ist die Bayerische Denkmalliste, die auf Basis des Bayerischen Denkmalschutzgesetzes vom 1. Oktober 1973 erstmals erstellt wurde und seither durch das Bayerische Landesamt für Denkmalpflege geführt wird. Die folgenden Angaben ersetzen nicht die rechtsverbindliche Auskunft der Denkmalschutzbehörde.

## Bodendenkmäler der Gemeinde Bellenberg

### Bodendenkmäler im Ortsteil Bellenberg
| Lage                  | Objekt | Akten-Nr.     | Bild |
| --------------------- | --- | ------------- | ---- |
| Bellenberg (Standort) | Mittelalterlicher Burgstall. | D-7-7726-0040 |      |
| Bellenberg (Standort) | Siedlung der römischen Kaiserzeit. | D-7-7726-0041 |      |
| Bellenberg (Standort) | Mittelalterlicher Burgstall. | D-7-7726-0042 |      |
| Bellenberg (Standort) | Mittelalterliche und frühneuzeitliche Befunde im Bereich der Katholischen Pfarrkirche St. Peter und Paul in Bellenberg und ihrer Vorgängerbauten.                                          | D-7-7726-0043 |      |
| Bellenberg (Standort) | Siedlung der mittleren und späten Bronzezeit, der frühen Urnenfelderzeit, der frühen Hallstattzeit, der frühen Latènezeit und der römischen Kaiserzeit; Brandgräber der späten Bronzezeit. | D-7-7726-0045 |      |
| Bellenberg (Standort) | Siedlung der Bronzezeit und Urnenfelderzeit. | D-7-7726-0067 |      |
| Bellenberg (Standort) | Siedlung der Hallstattzeit. | D-7-7726-0068 |      |
| Bellenberg (Standort) | Siedlung vorgeschichtlicher Zeitstellung. | D-7-7726-0069 |      |
| Bellenberg (Standort) | Siedlung der römischen Kaiserzeit. | D-7-7726-0070 |      |
| Bellenberg (Standort) | Freilandstation des Spätpaläolithikums. | D-7-7726-0117 |      |
| Bellenberg (Standort) | Gräber des Frühmittelalters. | D-7-7726-0131 |      |

### Bodendenkmäler im Ortsteil Thal
| Lage            | Objekt                                     | Akten-Nr.     | Bild |
| --------------- | ------------------------------------------ | ------------- | ---- |
| Thal (Standort) | Grabhügel vorgeschichtlicher Zeitstellung. | D-7-7726-0027 |      |